# ミューラー型擬態
- ミューラー型擬態
- ミュラー型擬態

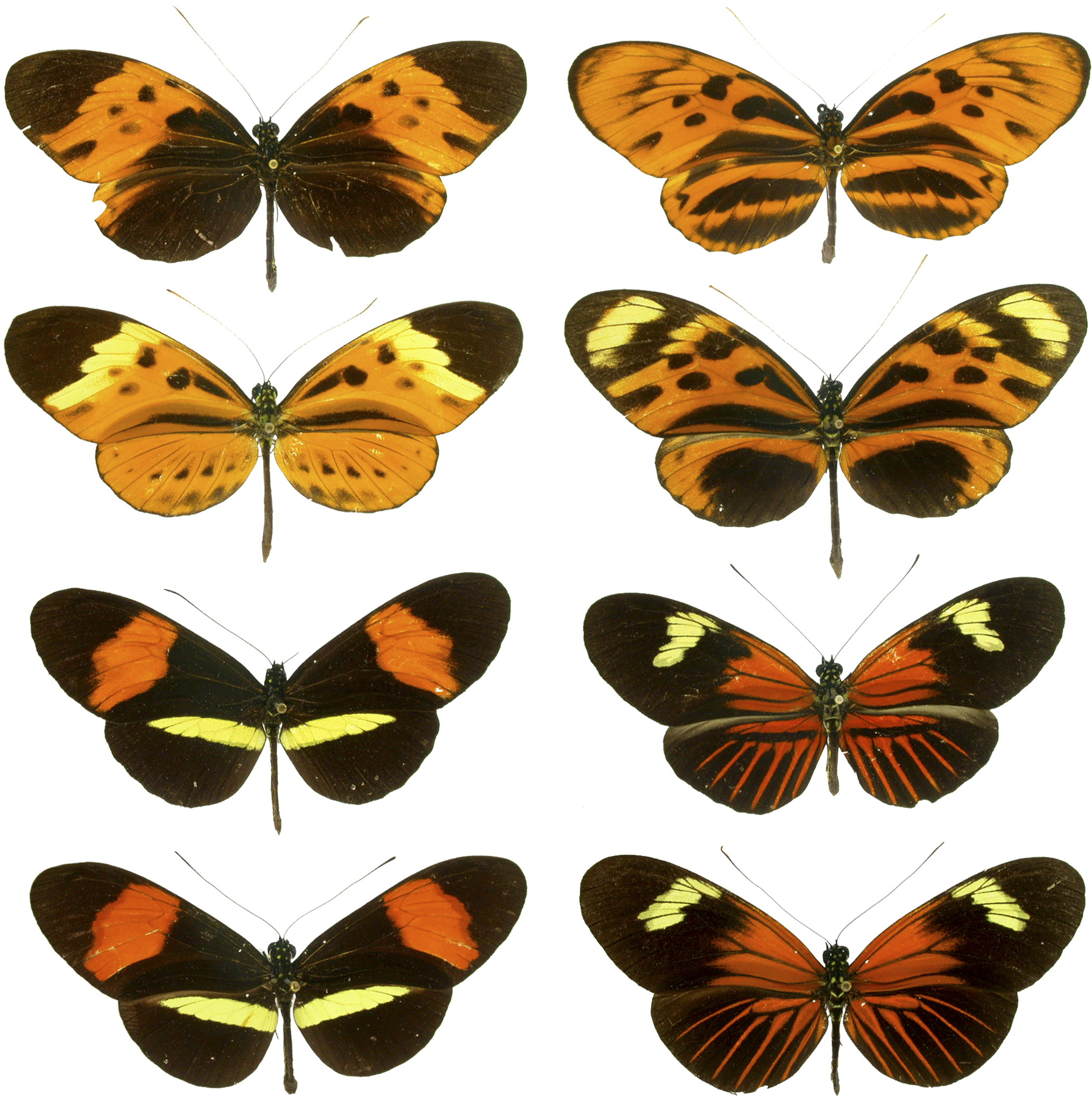
南北アメリカ大陸の熱帯域に生息するドクチョウ属(Heliconius)のチョウは、ミューラー型擬態の典型的な例としてよく挙げられる。

ミューラー型擬態（ミューラーがたぎたい、英: Müllerian mimicry、ミューラー擬態とも）は、共通の捕食者を持つ2つかそれ以上の種によって形成される擬態関係の様式のひとつである。ミューラー型擬態を行なう種は捕食者に対する何らかの防御機構を持ち、不味であることが多い。ミューラー型擬態は、そのような種が捕食者に対して発する警告シグナル（警告色）をお互いに模倣することで、お互いの捕食リスクを下げるという互恵的な擬態様式である。本来警告シグナルが捕食者に認識されるには、捕食者が実際にその種を捕食した経験から学習される必要があるので、一定数の個体がそのために犠牲となることは避けられない。しかしミューラー型擬態を行う種では、擬態関係にある種群のいずれかを少数捕食するだけでこの学習が達成され、擬態関係にある種全てが捕食者に避けられるようになる。つまり、ミューラー型擬態によって、各種が払う犠牲が相対的に減ることになるのである。
この擬態様式は1878年にドイツの博物学者フリッツ・ミューラーによって初めて提唱され、現在でも彼の名にちなんだ名称で呼ばれている。彼がこの擬態様式に関する理論を証明するために用いた頻度依存選択の数理モデルは、生物学の分野における最古の数理モデルの一つであるとされている。
ミューラー型擬態ははじめ、互いに似通った羽の模様を持つ有毒のチョウにおいて見出されたが（右図）、現在ではハチの仲間をはじめとした多くの昆虫や、ヤドクガエルやサンゴヘビといった他の動物でも発見されている。ミューラー型擬態は視覚に限定されたものではなく、聴覚の擬態もあり得る。例えば、多くのヘビは似たような警戒音を出すが、これもミューラー型擬態として捉えられる。また、擬態者が備えている防御機構についても毒には限らない。例えば単純に味が不味であったり、棘が鋭かったりといったように、捕食者に何らかの不利益をもたらす形質や行動であればミューラー型擬態が形成されうる。
ミューラー型擬態を行う1組の種が現れると、さらに他の擬態者がそのペアに似るように進化することで、多くの種からなる擬態関係が形成されることがあり、これを擬態環 mimicry ringsと呼ぶ。大きな擬態環は例えばアリバチの仲間などで見られる。擬態関係にある個体数が多いほど個々の種の生存可能性は相対的に大きくなるため、擬態者はより個体数の多い種を擬態の対象（モデル）とし、より大きな擬態環に加わる方が有利である。このため、一般に擬態環は拡大する方向に進化が進むことが多い。擬態者が毒などの防御機構に守られていない、またはその程度が弱い場合は、ミューラー型擬態は段階的にベイツ型擬態へと移行することになる。

## ミューラー型擬態の研究史

### 発見

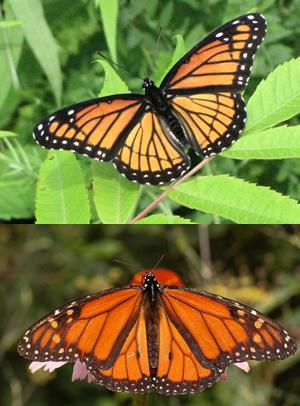
カバイロイチモンジ（上）は有毒のオオカバマダラ（下）とよく似ている。かつてはカバイロイチモンジは無毒であるとして、ベイツ型擬態の例としてよく紹介されていた。しかし、1991年の研究でカバイロイチモンジ自体も捕食者にとって不味であることが報告された。従って、両種はむしろミューラー型擬態の関係にあるといえる。

ミューラー型擬態はドイツの動物学者フリッツ・ミューラーによって初めて提唱された擬態の様式である。ミューラーは早くから進化論を支持した学者の一人でもあった。彼は、1862年にイギリスの博物学者ヘンリー・ウォルター・ベイツが報告した、ある複数種のチョウが互いによく似た外見を示すという現象に対し、初めて合理的な説明を与えたことで知られる。なお、ベイツとミューラーはともに長年をブラジルのアマゾン川流域における調査研究に費やしている。ベイツは、有毒なチョウがどれも同じような外見をしているのは、何らかの物理的環境に起因するだろうと推測していた。一方ミューラーは、ベイツと同様に自らの手でチョウを観察し、標本として収集する中で、ベイツとは異なるいくつかの解釈を着想した。ひとつ目の解釈は、チョウの外見には性淘汰が関与しているというものである。しかし、性淘汰の対象になるのは多くの生物でしばしばオスであるが、この擬態はむしろメスで顕著にみられるため、この解釈には問題がある。彼が1878年に提唱したもう一つの解釈が、「防御機構をもった種は、捕食者の学習のためのコストを共有するために、似た外見に進化する」というもので、これが現在でも受け入れられているミューラー型擬態の概念である。

### ミューラーの数理モデル
1879年にミューラーはこの擬態様式の特徴について数学的な説明を試みたが、これは進化生態学における最古の数理モデルのひとつであり、また頻度依存選択を正確に記述した最初のモデルである。進化生物学者・昆虫学者のJames Malletは、ミューラーがモデルを組み立てるにあたって設定した数学的仮定は「面白いほどシンプル」だと評している。ミューラーは、捕食者が不味な（または危険な）獲物の警戒色を学習するためには、ある時期にその獲物を捕食（または攻撃）する必要があると仮定した。そして、不味な獲物2種（種1と種2）の総個体数をそれぞれa1、a2とし、その2種が全く似ていない時はそれぞれn個体が捕食されるとした。この時、もしその2種が似ていて捕食者に同じ種とみなされれば、両種を合わせてn個体捕食すれば学習が完了すると考えられるので、
種1は
a1n/a1+a2個体を失い、
種2は
a2n/a1+a2個体を失うと考えることができる。
したがって、お互いの外見を似せることによって殺されずに済んだ個体が、種1では
n-a1n/a1+a2 = a2n/a1+a2
個体、種2では
a1n/a1+a2個体生じることになる。
殺されずに済んだ個体数を各種の総個体数で割ると、種1で
g1 = a2n/a1(a1+a2)
、そして種2で
g2 = a1n/a2(a1+a2)となる。これで、擬態によって得られた1個体あたりの適応度の上昇gが各種について求められたことになる。
ここでg1とg2の比は
g1 : g2 = a2/a1 : a1/a2 = a22:a12となる。これよりミューラーは、個体数の少ない種が擬態によって得る利益は、個体数の多い種が得る利益よりもきわめて大きい、と結論づけた。(例えばa1>a2の時、a22≪a12なので、種2が得る利益g2の方がきわめて大きい。）
このモデルは近似的なもので、両種の有害性も同程度であることが仮定されている。もし片方の種がより不味であれば結果は変わり、不味でない方の種類が擬態によって（個体数の場合と同様、相対的な不味さの2乗に比例して）大きな適応度の上昇を得ることになる。この場合は毒の弱い擬態者が一方的に利益を得るため、ベイツ型擬態との中間的な段階の擬態様式とみなせる。後年の研究ではより複雑なモデルが提唱されている。例えばミューラーのモデルでは捕食される総個体数がnで常に一定だが、これは後年のモデルでは疑問視され改良されている。また、ミューラーのモデルは効率的に問題を扱うため単純な離散的な振る舞い（階段関数）を仮定しているが、実際の現象は連続的な関数によるモデリングによってより良く近似できる。

### 「騙さない」擬態
過去にはミューラー型擬態を擬態の様式とはみなさない学者もいた。なぜなら、擬態mimicryという言葉自体がかつてはベイツ型擬態と関連付けて用いられることが多く、また、ミューラー型擬態はベイツ型擬態と異なり、捕食者を騙すような仕組みではないからである。ミューラー型擬態における警戒色は、自身が有害であることを伝える正直なシグナルである。そのためかつては、ミューラー型擬態を指して代わりにhomotypy（同型性）という呼称が用いられることもあった。

## ミューラー型擬態の進化

### 警告色と隠蔽擬態
ミューラー型擬態は警告色をはじめとする警告シグナルに依存している。捕食者は、警告色をもった危険生物を攻撃して一度ひどい目に合うと、その経験から学習し、その警告色を示す生物全てを忌避することになる。捕食者の種によっては、学習を必ずしも必要とせず、本能によって警告色を見分けることも報告されているが、経験から学習する場合の方がより一般的とされている。学習が関わっていることにより、周囲の環境に溶け込んで隠れるよりも、むしろ自身を周囲の環境から目立たせることで、警戒シグナルを捕食者に効率よく記憶させるという戦略が成り立つのである。こうして考えると、警告色と隠蔽擬態（ナナフシのように周囲の環境に自身の姿を似せる擬態様式）とは互いに相容れない概念であるように思われるが、実際にはそうではない。多くの動物で、普段は身を潜めているが、危険を感じて初めて、目玉模様や、腹部の鮮やかな体色を見せたり、大きな音を出したりして警告シグナルを発する、という行動がみられる。これは、両方の戦略をうまく活用している例である。生活史を通じて擬態戦略が変わる例もある。例えば、オオモンシロチョウの幼虫は鮮やかな警告色を示す一方で、成虫は羽の裏側が緑白色を帯び、これが葉への隠蔽色としてはたらいている。

### 類似した警告シグナルの適応的意義
ある捕食者が獲物とする生物が全て、それぞれ別の警告シグナルを持つことも可能だが、これは獲物にとっても捕食者にとっても利益にならない。もし仮に全ての獲物が示し合わせて共通の警告シグナルを用いたとしたら、捕食者は学習するために辛い経験を何度もしなくて済むし、獲物の側にとっても犠牲が少なくて済むからである。実際にはそのような「談合」をしなくても、警告シグナルは似通ったものになりやすい。それは、ある個体が捕食者にとって「好ましくない」と学習された別の種に少しでも似ていれば、その個体の生存可能性が他の個体よりも高まる、という原理で、警告シグナルが統一する方向に自然選択が働くからである。この過程でミューラー型擬態とベイツ型擬態の進化する仕組みの両方を説明できる。すなわち、その種が実際に有害である場合がミューラー型擬態で、その種自体は無害で有害な種の存在を利用しているにすぎない（フリーライダー）場合がベイツ型擬態である。なお、多数の種類がこの防御的な協働関係に加わることもあり、この場合を擬態環mimicry ringと呼ぶ。このような議論から、ミューラーは擬態が必ずしも一方の種による搾取（ベイツ型擬態の場合）であるとは限らず、互恵的な関係（ミューラー型擬態）にもなりうるということを示したのである。ただし先述のように、彼の構築した数理モデルはミューラー型擬態にも非対称な関係が生じうることを示している。

### ベイツ型擬態との関係

ハナアブとスズメバチとミツバチを例にとってベイツ型擬態とミューラー型擬態を比較した図。

ミューラー型擬態は、ベイツ型擬態とは対照的な擬態だと言われる。ベイツ型擬態は、捕食者にとって無害な種が、有害な種と似た外見をとることで、捕食者からの攻撃を回避し利益を得るという擬態である。したがって、ベイツ型擬態は片利的な擬態であると言え、これは互恵的な擬態であるミューラー型擬態とは対照的である。しかしながら、ミューラー型擬態においても、擬態者の間で防御機構の強さには差があることがある。その場合ミューラー型擬態とベイツ型擬態との境界は明確でなく、両者の中間的な段階もあり得ることになる。
両擬態様式の違いは擬態者が有害かどうかであるが、これが不明確だと両擬態様式の間で混同が起きる可能性がある。例えばタテハチョウ科のカバイロイチモンジはオオカバマダラと似た体色を持ち、有毒なオオカバマダラへのベイツ型擬態を行う無毒な種だと長らく考えられていた（前節の図参照）。しかし、1991年に発表された研究から、実際には両種は共に有毒で、ミューラー型擬態の関係にあることが分かっている。なお、カバイロイチモンジがオオカバマダラに似た羽の模様を獲得したのは、カバイロイチモンジが毒性を獲得するより前だったとする推測もある。もしこれが正しければ、カバイロイチモンジは進化の過程でまずオオカバマダラへのベイツ型擬態者となった後に、毒性を獲得してミューラー型擬態者へと変化したことになる。

### 非視覚的な擬態
ミューラー型擬態は必ずしも視覚に依存した擬態である必要はない。例えば、多くのヘビで共通の警告音を持つ例が挙げられる。これは聴覚シグナルを利用したミューラー型擬態環の例である。複数の感覚のシグナルが共有される場合もあり、ヘビにおいても警告音と警告色が共有される場合が知られている。

### 負の頻度依存選択
ミューラー型擬態において擬態者の頻度とその生存確率の間には負の相関関係があり、負の頻度依存選択がかかっていると言える。生殖の観点から言えば個体数が多い方の擬態者が有利ではあるが、個体数が多い種は他の種よりも獲物に捕食されてしまうリスクが高いからである。

### 遺伝学的背景
チョウ目の昆虫における色彩の擬態の進化については、その原因となっている遺伝子の同定を目指した研究が行われてきた。ドクチョウ属において警告色として働いている特徴的な羽色のパターンについて、赤い斑紋についてはoptix 遺伝子が、黒い斑紋についてはwntA遺伝子がその形成に重要であることが分かっている（記事冒頭の図参照）。捕食者がこれまでに捕食したことのある他の有毒のチョウと、このような色彩を共有することによって、ドクチョウは生存可能性を上げていると考えられる。ドクチョウ属の多数種のゲノムを比較した研究では、あるひとつの転写因子の遺伝子の転写調節領域における突然変異が、遠縁の種における複雑な色彩パターンの収斂進化を何度も引き起こしている可能性も示唆されている。

### 二段階による進化
ミューラー型擬態について提唱されている仮説の一つが、「二段階仮説 two-step hypothesis」である。この仮説では、まず第一段階では、ひとつの重大な突然変異によって擬態者が擬態の対象（モデル）に大まかに似るようになると考える。この時点で、すでに擬態者とモデルは警告色と呼べる特徴を獲得していることになる。その後小さな突然変異が複数起こり、より精巧な擬態が最終的に完成するのが第二の段階である。ただしこの仮説は、擬態に用いる形質がひとつの遺伝子によって支配されている場合にのみ成り立つとされている。実際には色彩パターンは複数の遺伝子によって制御されている場合が多い。

### 擬態環の形成過程

一方的な擬態関係の進化によるミューラー型擬態環の形成過程を模式的に示した図。ある種、ある擬態関係のペアが、より個体数の多い種、ペアに似せるように進化することで、最終的にひとつの大きな擬態環が形成される。この模式図では最終的に形成される擬態環はひとつだけだが、ドクチョウ属における研究などではある地域において複数の擬態環がみられる例も報告されている

ヤドクガエルの一種Ranitomeya imitator は斑紋多型を示し、それぞれの斑紋型が別の種に擬態していると考えられている。すなわち、縦縞を持つものは同属のR. variabilis の黄色の縞を持つ個体に、水玉状の模様を持つものは同じR. variabilis の青緑色の水玉模様を示す高地型個体に、そして横縞を持つ個体はやはり同属のR. summersi に擬態している。

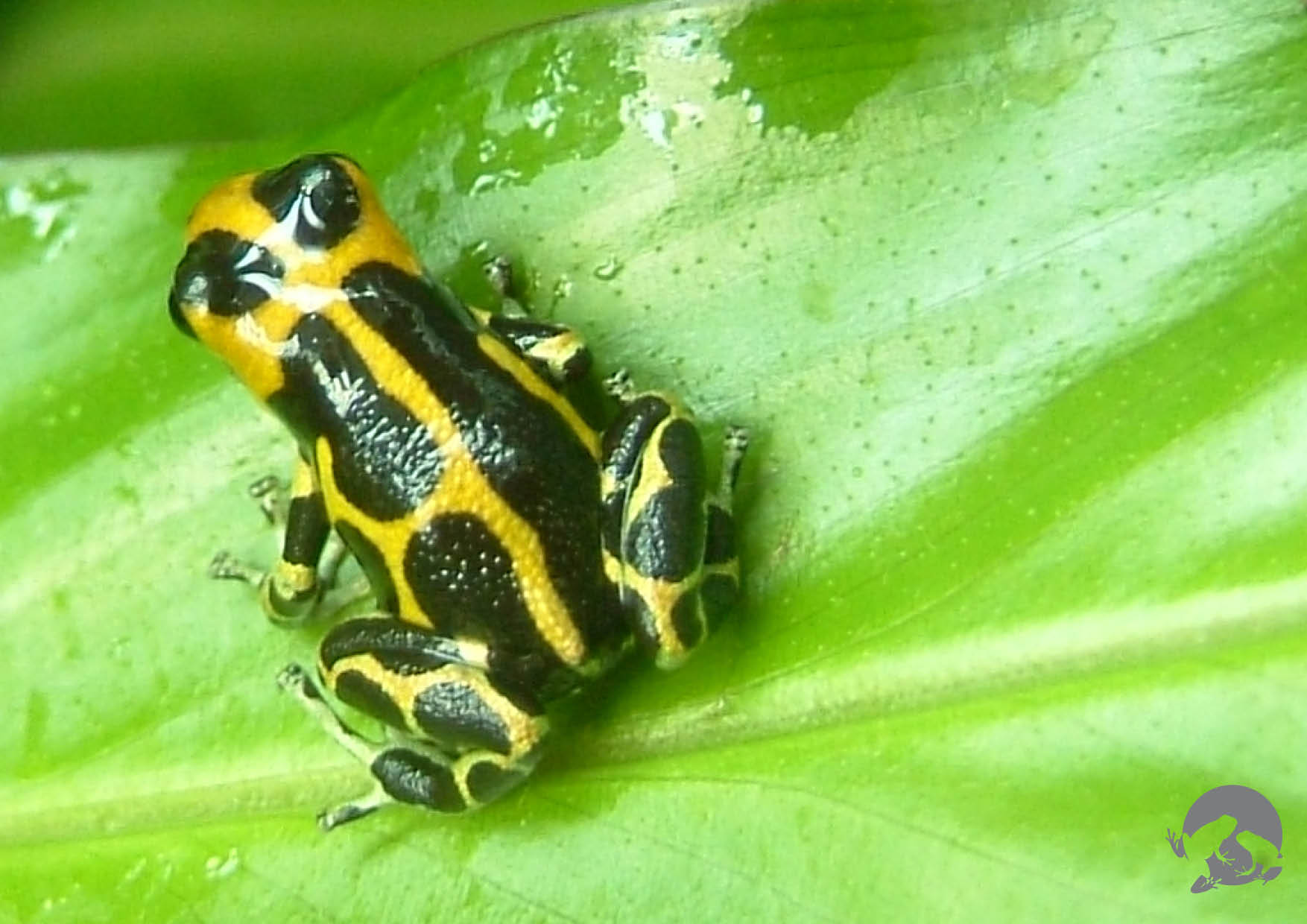
Ranitomeya imitator の、最もよく見られる斑紋型。黒と黄色の縞からなる警戒色を示し、同属のR. variabilis へのミューラー型擬態者である。しかし、他の地域では他の種に擬態して異なる斑紋を示す。

したがってR. imitator はそれぞれの個体群で別々の対象に似せるように進化したことになる。つまり、この種が地域によって擬態の対象を一方的に変えたことになるが、この過程はミューラーが熱帯のチョウについて提唱していたような、お互いがお互いの姿に似せ合うという擬態の進化の過程とは異なるものである。
実際にはそのような一方的な擬態の進化過程も頻繁に起こっている可能性がある。これは昆虫学者F. A. Dixeyによって1909年に提唱された理論であるが、いまだに結論が出ていない。Malletは2001年に、ミューラー型擬態環の進化過程においては双方向的な進化よりも、一方的な進化の方が一般的であるという見解を示した。一方的な進化においては、擬態者がある擬態の対象（モデル）に自らの姿を似せていくことによって、捕食のリスクを下げていく。従って、初期の段階では、擬態者のみが得をすると考えられ、これはミューラーが当初想定していた擬態の互恵的性質とは乖離している。しかしながら、ひとたび擬態者とモデルが非常に似通った姿になれば、上述の数理モデルでも記述されたような互恵的な作用が生じる可能性が高い。この理論に基づけば、擬態関係にある全ての種が最終的にはひとつの擬態環を形成することが予想される。しかし、自然界では必ずしもそれが当てはまるわけではなく、例えばドクチョウ属では単一の地理的範囲で複数のミューラー型擬態環がみられる。このことは、擬態環の形成を左右する他の進化的要因が存在することを示唆している。

### 擬態複合体

ミューラー型擬態環を形成するマルハナバチ属Bombus の種
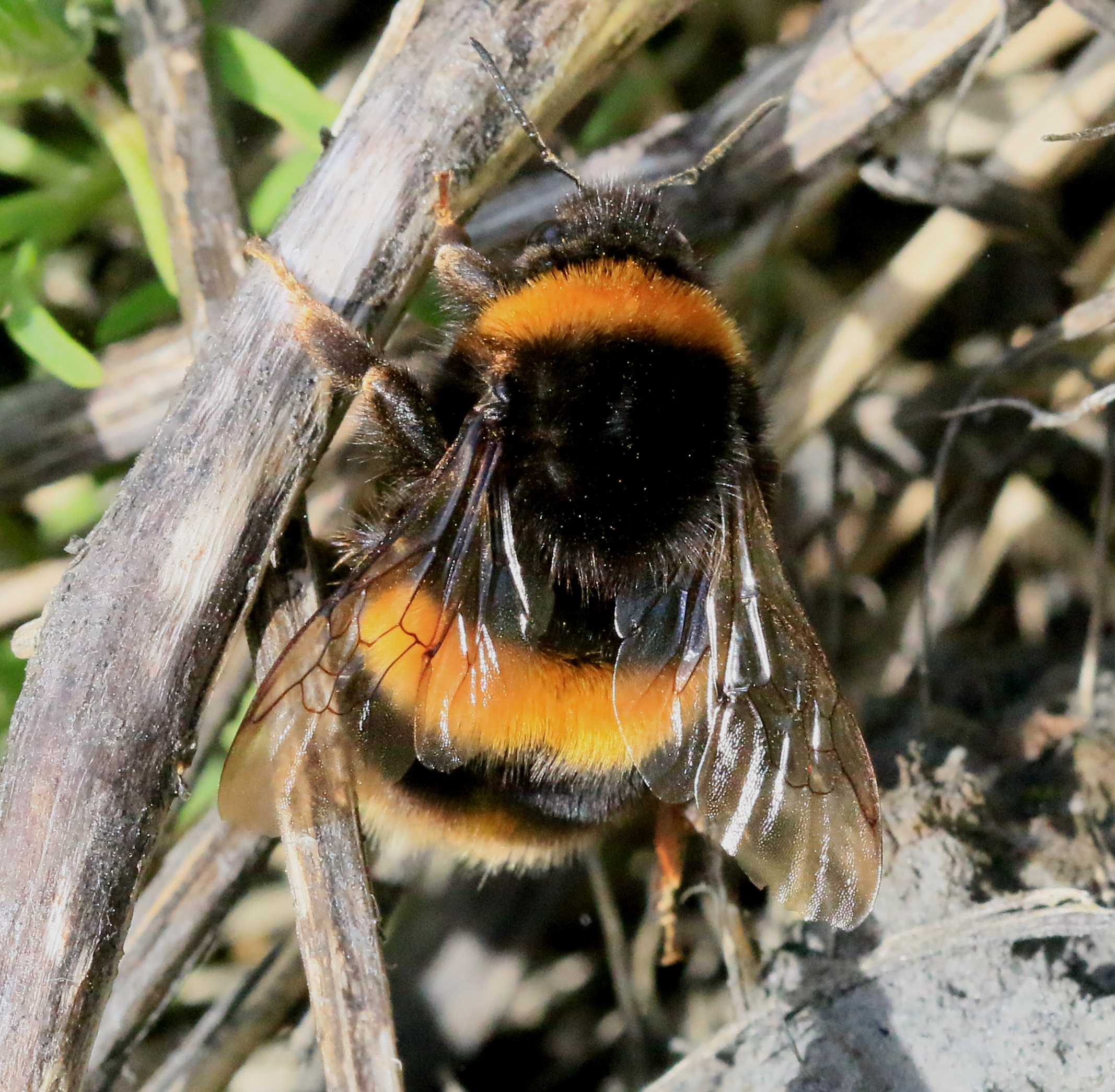
セイヨウオオマルハナバチ B. terrestris
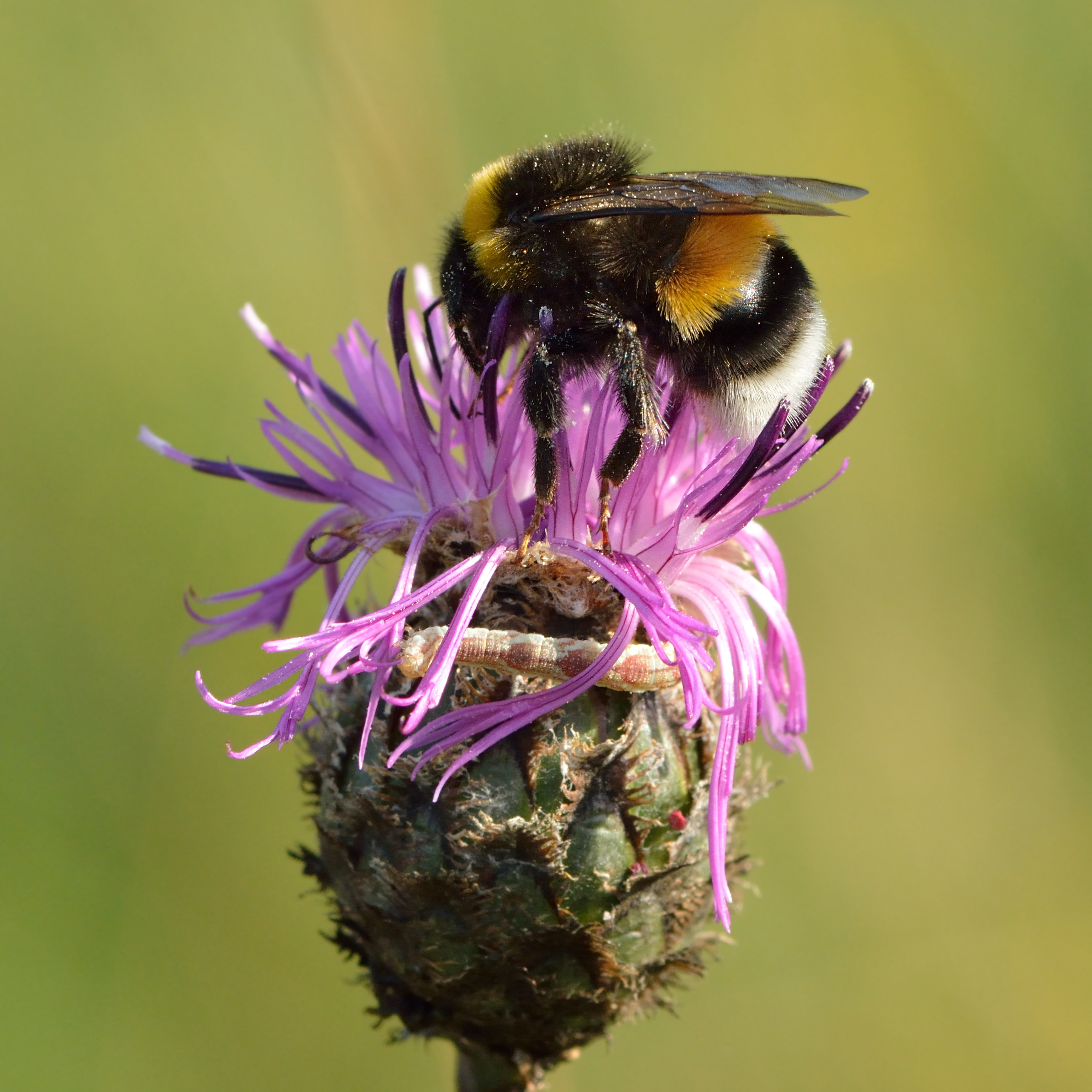
B. lucorum
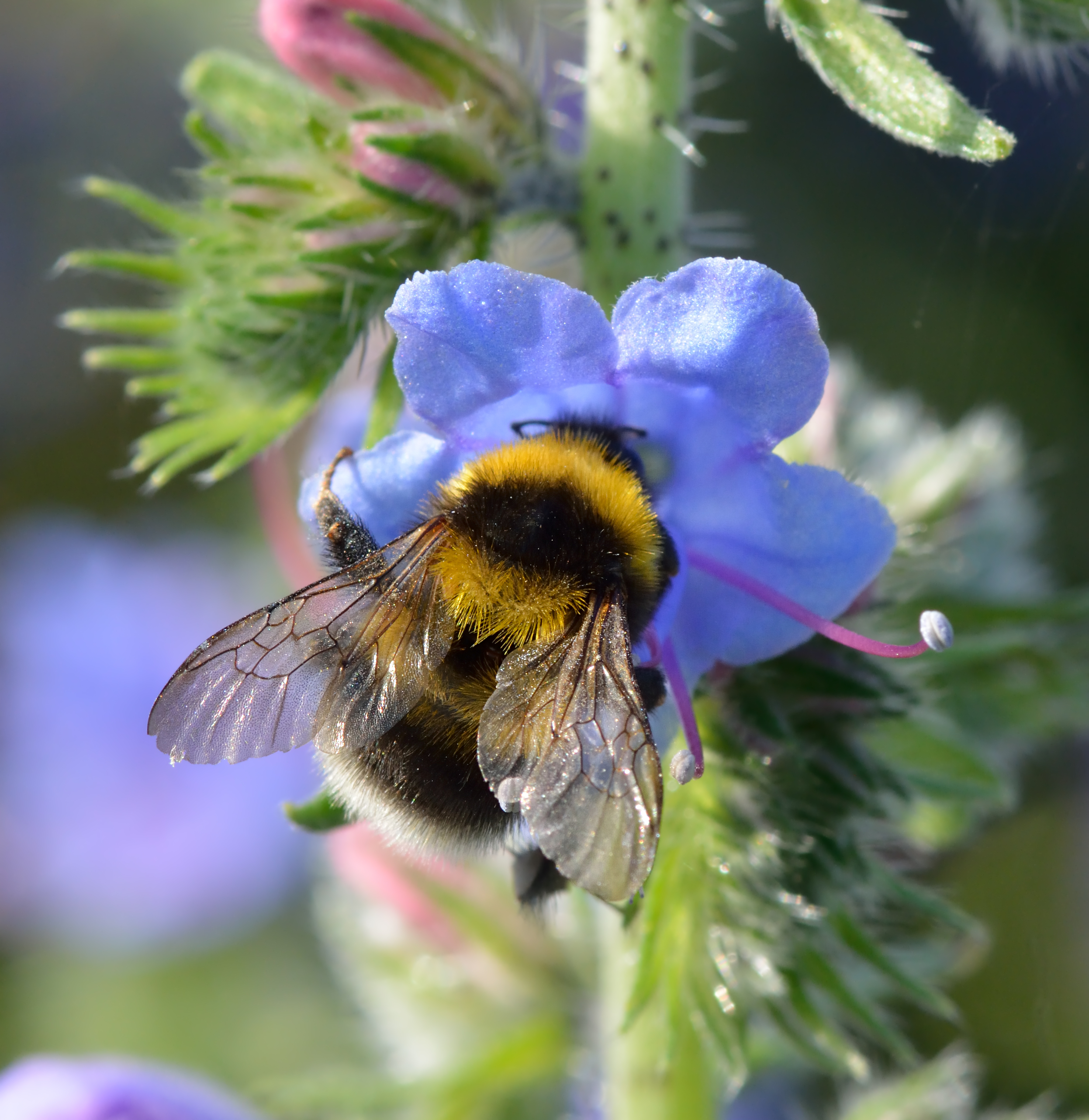
B. hortorum
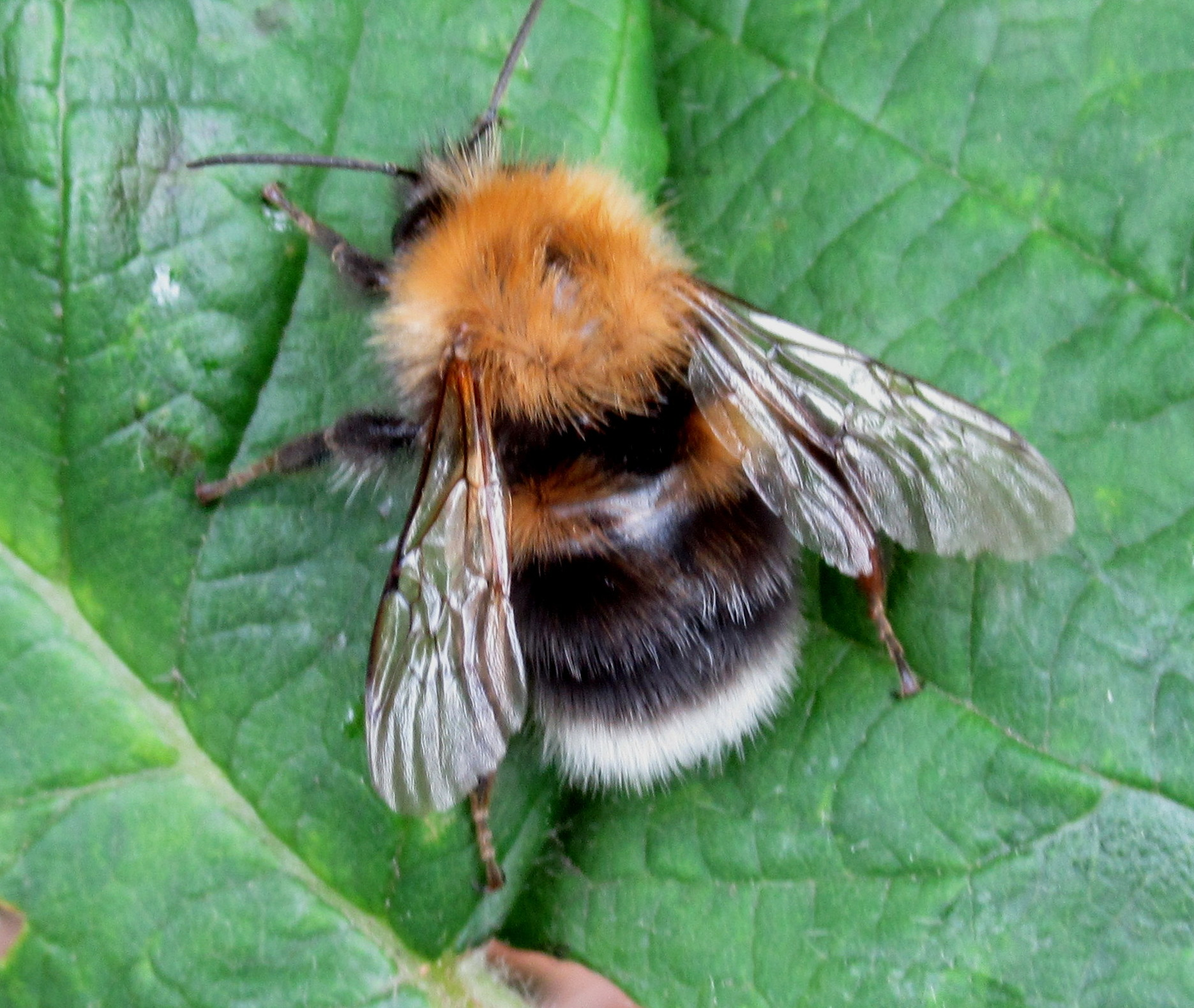
B. hypnorum

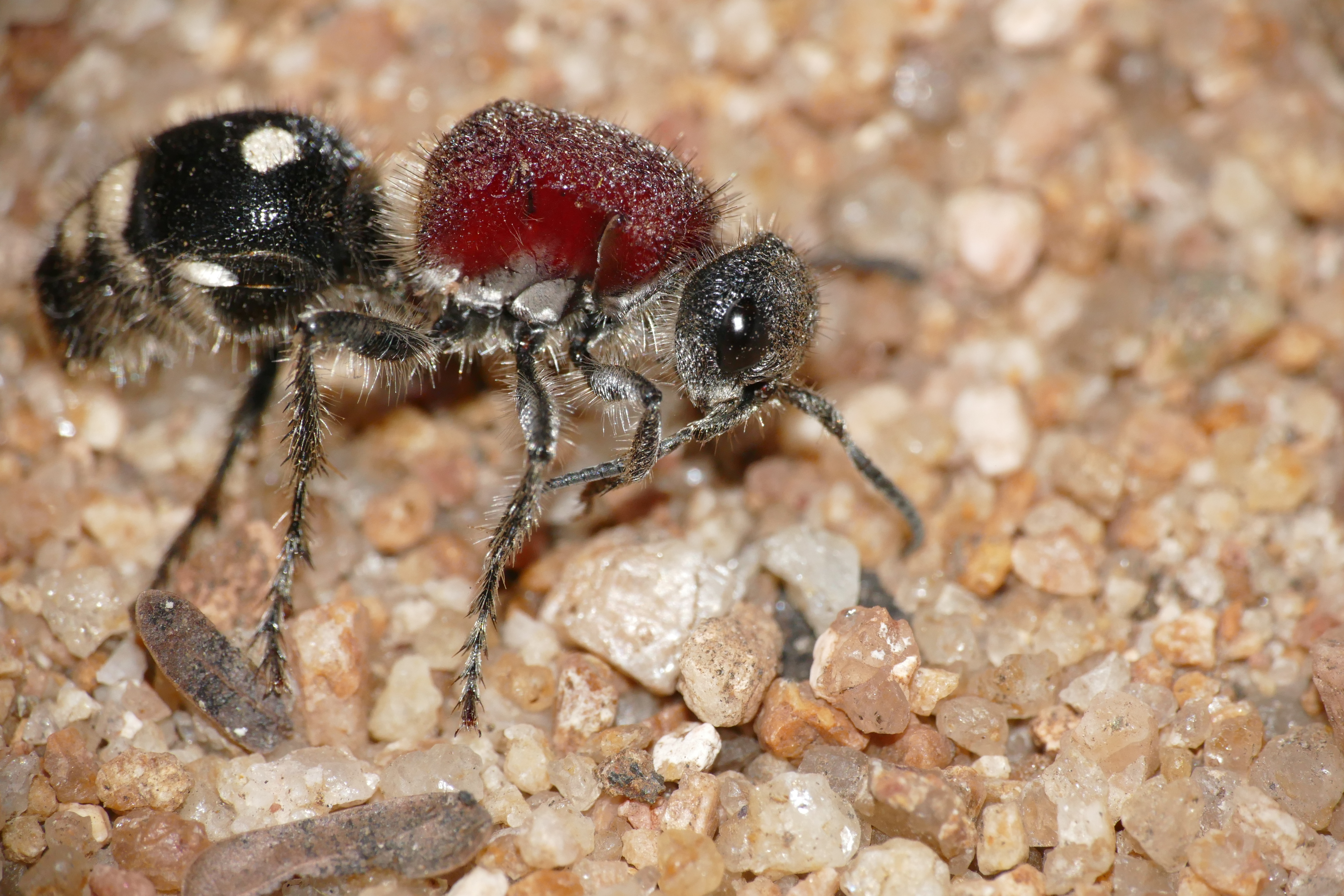
北米に生息するDasymutilla 属のアリバチは大きな擬態複合体を形成している

ミューラー型擬態はしばしば複数種からなる擬態関係を形成し、擬態環と呼ばれる。ミューラー型擬態環はチョウにおけるものが有名だが、ハチ目など他の昆虫や、魚、サンゴヘビなどでも擬態環が見られることがある。例えばマルハナバチ属の種はみな黄色、黒、白の縞からなる警告色を示し、メスはどの種でも毒針を持っているため、捕食者にとって有害な獲物であると言える。このマルハナバチの警告色は世界の各地で独立に進化したと考えられ、地域ごとに1つから4つほどの擬態環が存在し、地域ごと、擬態環ごとに少しずつ異なった体色のパターンがみられる。
擬態者同士の関係は時に非常に複雑になる。例えばイソギンポ科のヒゲニジギンポ属の魚は毒腺を持ち、捕食者の魚に避けられる。同じイソギンポ科のPlagiotremus townsendi は、ヒゲニジギンポと似た体色を示すが無毒で多くの魚の捕食対象となる。従って、この種はベイツ型擬態者だと言える。しかしこの種は一方でハナミノカサゴには嫌われるため、ミューラー型擬態者でもあると言える。
お互いに関連する擬態環どうしの集合を擬態複合体と呼ぶ。例えばDasymutilla 属のアリバチは大きな擬態複合体を形成することで知られる。ある研究では、調査の対象とした351種のうち、336種が類似した形態を示し、そのうちに8つの異なる擬態環が見られるとされた。他の研究では、調査した65種の中に、地理的・形態的に区別できる6つの擬態環の存在が確認されたこともある。

## さまざまな分類群におけるミューラー型擬態

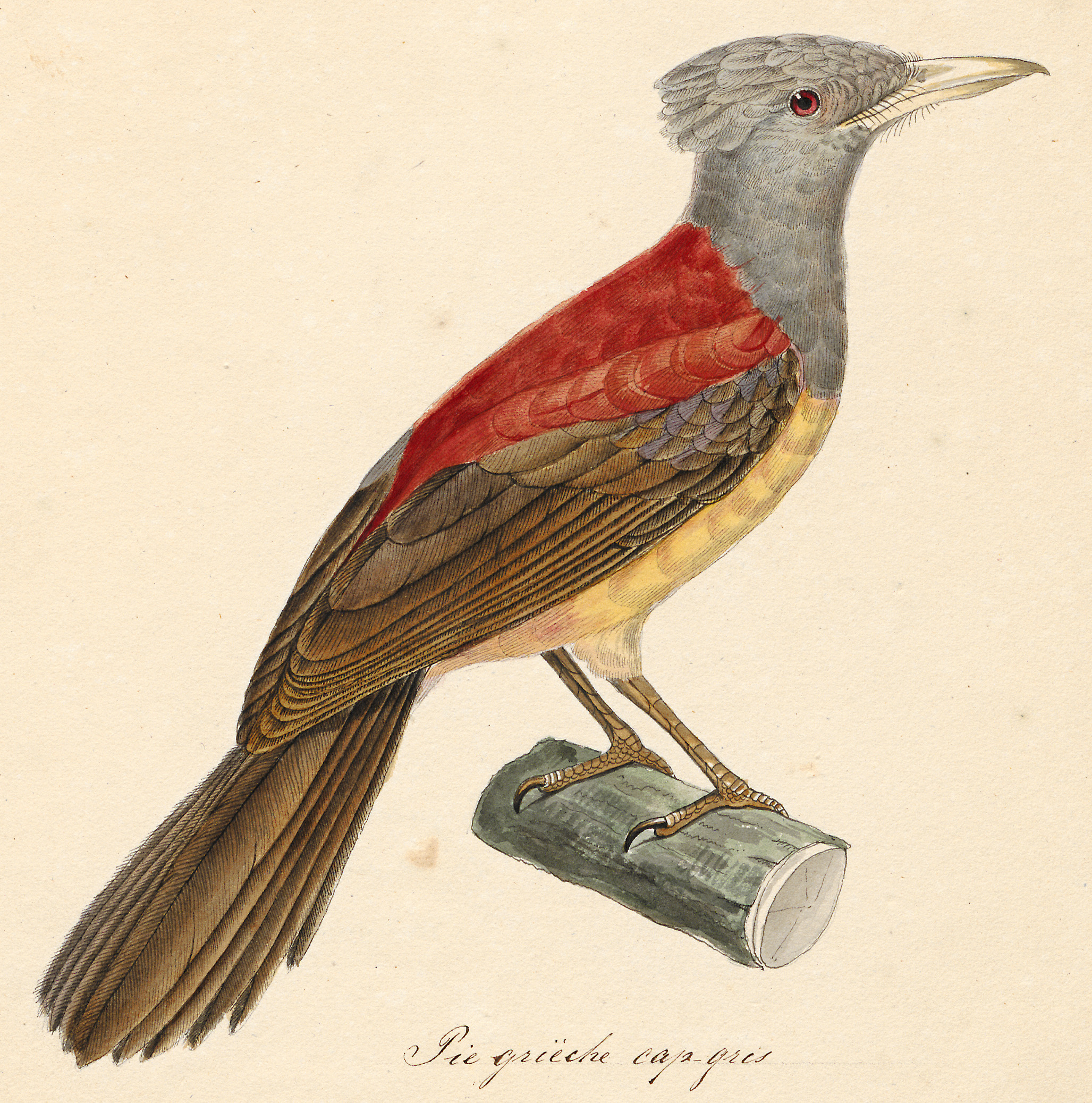
数少ない毒を持つ鳥類であるカワリモリモズの図版。同じく毒を持つズグロモリモズとの間にミューラー型擬態関係を形成することがある。

ミューラー型擬態は昆虫において発見され、その後の研究も昆虫を中心に行われてきた。しかし、この進化的仕組みが他の分類群では見られないと考える合理的根拠は何もない。例えば、ニューギニア島に生息するピトフーイ属の鳥類は、属内においてミューラー型擬態を行っていると考えられている。ピトフーイ属の種は羽毛と皮膚に強い神経毒性を持つアルカロイド、バトラコトキシンを持つ。また、ピトフーイ属のカワリモリモズとズグロモリモズは、両者の分布域が重なっているところではほとんど同じ体色を示す一方で、 その他の地域では異なる体色を示す。これらの事実からこの2種は、分布が重なっている地域では、警告色を共有するミューラー型擬態関係にあると推定されている。

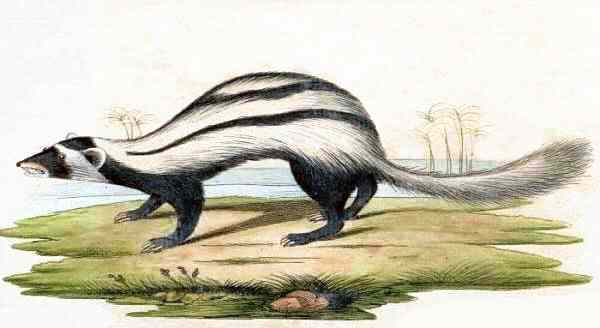
サハラゾリラ（図）が持つ黒色と白色の縞模様は、攻撃的な行動を示す多くの哺乳類に共有されており、ミューラー型擬態の関係にあると考えられる。

植物においては、お互いに似通った花を付ける例が多く知られているが、実際の擬態関係が示されたことはない。一方で、アメリカ大陸におけるサボテン科とリュウゼツラン属の植物、またはアフリカにおけるアロエ属、トウダイグサ属、アカシア属の植物、そして地中海におけるトゲを持つキク科の植物は、トゲによって植食者に対する高い防御性を示し、またそれぞれ良く似た姿をしているので、それぞれが擬態環を形成しているのではないかという考察もある。
哺乳類においても、イタチ科、ジャコウネコ科、マングース科などで、良く目立つ黒と白の縞模様が独立に進化していることが知られており、これにもミューラー型擬態が関与していると推測されている（逆カウンターシェーディング）。
魚類においては南アメリカに生息するナマズの仲間であるコリドラス属Corydoras がミューラー型擬態の例として挙げられる。コリドラスは総じて鎧の様な鱗板に覆われているうえ、鰭の棘条に神経毒を持ち、高い防御性を示す。2011年にネイチャー誌で発表された論文では、コリドラス亜科に属する425タクサを対象とした解析が行われ、そのうち52種が24の擬態環を形成している事が確認された。例えば頭から背中にかけてのアーチ模様（C. granti 等）や、スポット模様（C. araguaiaensis 等）、体の真ん中（鱗板の合間）に沿って入る線（C. nattereri 等）などがそれぞれの擬態環に属する複数種に見られ、稀にオトシンクルス属（Otocinclus mimulus ）やブラキラムディア属の種（Brachyrhamdia thayeria , Brachyrhamdia imitator ）、テトラ類（Odontostilb kriegi 、Serrapinnus calliurus ）など、他の魚類も擬態環に含まれる。なおテトラやブラキラムディアは防御性においてコリドラスに大きく劣り、これらの種はミューラー型擬態ではなく擬態環に参加する形でのベイツ型擬態と言える。

## マーケティングにおける類似例
進化生物学者のThomas N. Sherrattは、ブランド管理やマーケティングの分野でも擬態に似た現象が起こっていることを指摘している。彼によれば、例えばコカ・コーラのボトルのような有名商品は、会社によって保護されてはいるものの、しばしば競合他社がその色や形を真似ることがある。これは他社が有名商品に対する投資や評判を利用しようとするもので、ベイツ型擬態と類似した現象である。一方で、Sherrattはイギリスのスーパーマーケットチェーン、セインズベリーズ、テスコ、アズダ、ウェイトローズがそれぞれ自社で製造販売しているポテトチップスのパッケージについて、塩味は赤色、ソルト&ビネガー味は青色、チーズオニオン味は緑色といったように、配色が共通していることを指摘した。彼は、このような共通した配色は偶然の産物ではなく、消費者にとって中身が何であるかがすぐ分かるようにすることを意図したものだと考えた。正直なシグナルを共有することによって、お互いに利益を得るという意味で、この現象はミューラー型擬態に類似したものだと言える。